# Herbert Saffir
Herbert Saffir, född 29 mars 1917 i New York i New York, död 21 november 2007 i Miami i Florida, var en amerikansk forskare som tillsammans med Bob Simpson utvecklade Saffir–Simpson-orkanskala.